# 白井貴子 (バレーボール)
白井 貴子（しらい たかこ、現姓：高木、1952年7月18日 - ）は、元女子バレーボール選手。
1970年代を代表する大型エースアタッカーで、1972年ミュンヘン五輪で銀メダル、1976年モントリオール五輪では金メダルを獲得した。芸能プロダクションカロスエンターテイメント所属。

## 来歴
岡山県岡山市出身。出身地を南北朝鮮に分けた両親のもとに生まれ、中学2年の時にバレーを始める。
1968年に片山女子高校を中退後、倉紡倉敷に入社。18歳の時に同チームの白井省治監督の養女となり日本国籍を取得した。
1972年、ミュンヘン五輪で銀メダルを獲得後、現役を引退し、1973年1月に勤務先の倉紡倉敷を退社した。しかし同年6月に現役に復帰を発表し、8月に日立に入社した。
打倒ソ連へ向け、距離の長いBクイック「ひかり攻撃」を、セッター松田紀子と共に猛特訓の末に完成させる。
1976年、モントリオール五輪の決勝でソ連をストレートで下し、金メダルを獲得。
モントリオール五輪後、現役を引退し岡山に帰省。1976年10月に婚約発表し、12月に正式に日立を退社した。しかし年内には婚約を解消した。
1977年1月末に上京、日立武蔵のコーチとして後輩の指導にあたった。その後現役復帰し同年ワールドカップに出場し優勝した。
1978年に現役を引退。国土計画とダイエーからチーム加入の勧誘があったが、限界を感じて断った。
2000年、日本人女性で初めてバレーボール殿堂入りを果たした。
80年代にはテレビ朝日の番組『ビートたけしのスポーツ大将』に、バレーボールコーナーの助っ人として出演、往年のプレーを披露した。現在は、杉並区教育委員、NPO法人バレーボール・モントリオール会代表理事。

## 球歴
- 全日本代表としての主な国際大会出場歴
  - オリンピック - 1972年、1976年
  - 世界選手権 - 1974年
  - ワールドカップ - 1977年

## 受賞歴
- 1970年 - 第4回日本リーグ ベスト6
- 1973年 - 第7回日本リーグ ベスト6
- 1974年 - 第8回日本リーグ 敢闘賞、サーブ賞、ベスト6
- 1975年 - 第9回日本リーグ 最高殊勲選手賞、スパイク賞、ベスト6
- 1977年 - 第11回日本リーグ 最高殊勲選手賞、スパイク賞、レシーブ賞、ベスト6
- 2007年 - プレミアリーグ Vリーグ栄誉賞

## 所属チーム
- 片山女子高校（中退）
- 倉紡倉敷（1969-1972年）
- 日立武蔵/日立（1973-1975年、1977-1978年）

## テレビドラマ出演
- 月曜ドラマランド （フジテレビ）
  - 「時をかける少女」（1985年11月4日）
  - 「同棲時代」（1985年11月11日）